# Messier 99
Messier 99 (NGC 4254) is een spiraalvormig sterrenstelsel in het sterrenbeeld Hoofdhaar (Coma Berenices). Het maakt deel uit van de Virgocluster. In 1781 werd het stelsel door Pierre Méchain ontdekt en vervolgens door Charles Messier als nummer 99 opgenomen in diens lijst van komeetachtige objecten.
Messier 99 kent een asymmetrisch uiterlijk met één spiraalarm die zich duidelijk verder van de kern van het stelsel "omwindt" in vergelijking met de andere spiraalarmen van het object. Dit, en de hoge radiële snelheid van 2324 km/s (tegenover het gemiddelde voor de Virgocluster van ongeveer 1200 km/s) wijzen erop dat Messier 99 in het verleden een nauwe ontmoeting heeft gehad met een ander sterrenstelsel. Eén mogelijke kandidaat hiervoor is de nabijgelegen Messier 98 die tevens een hoge radiële snelheid, doch in tegenovergestelde richting, vertoont.
In 1967, 1972 en 1986 werden in M99 supernovae waargenomen.